# Bird Islands (Labrador)
De Bird Islands zijn een eilandengroep in Newfoundland en Labrador, de oostelijkste provincie van Canada. De onbewoonde archipel bestaat uit twee steile en rotsachtige eilanden voor de kust van het schiereiland Labrador.
Ze zijn een belangrijke broedplaats voor duizenden papegaaiduikers en alken en zijn daarom erkend als een Important Bird Area met globale significantie.

## Geografie

### Ligging
De archipel ligt in de Labradorzee op 10 km ten oosten van de noordelijke kaap van Table Bay, een baai aan de oostkust van de regio Labrador. Ze behoren tot de vele tientallen eilanden verspreid over dat deel van de Labradorse oostkust.
Ze liggen zo'n 5 km ten noorden van Collingham Island, 6 km ten noordwesten van Halfway Island en 7 km ten zuidoosten van Black Island. De dichtstbij gelegen landmassa zijn echter de zuidelijke Flat Islands, die 3,5 km noordwestwaarts liggen.
In vogelvlucht zijn de dichtstbij gelegen bewoonde plaatsen het zuidoostelijkere Black Tickle-Domino (45 km) en het westelijkere Cartwright (50 km). De afgelegen eilanden worden zelden bezocht door mensen, al liggen ze wel op de Labradorse kustscheepvaartroute.

### Beschrijving
De Bird Islands bestaan uit twee eilanden, met name het westelijke Big Bird Island en het oostelijke Little Bird Island, die zo'n 800 meter uit elkaar liggen. Halverwege de beide eilanden bevindt zich een amper 1,8 m onder het wateroppervlak gelegen rots.
De eilanden en rotsen hebben een gezamenlijke oppervlakte van zo'n 18 hectare (0,18 km²). Beide eilanden hebben rotsachtige kusten met hoge, steile kliffen. De weinige begroeiing bestaat vrijwel uitsluitend uit grassen.
Big Bird Island
Het westelijke eiland is qua oppervlakte ongeveer dubbel zo groot als het oostelijke eiland. Het heeft een lengte van 500 meter, een breedte van 200 m en reikt op z'n hoogste punt tot 55 m boven zeeniveau uit. Direct ten oosten van Big Bird Island liggen twee rotsen. De noordoever bestaat uit verticale kliffen terwijl de zuidoever bestaat uit een steile helling. Op het hoogste punt is een vlakker gedeelte waar grassen groeien.
Litte Bird Island
Het half zo grote oostelijke eiland heeft een lengte van 200 m en een breedte van 150 m. Het reikt 30 m boven de zeespiegel uit. Litte Bird Island heeft net als het westelijke eiland kliffen langs de noordzijde en een steile helling aan de zuidzijde. Plantenbegroeiing is er veel zeldzamer, enkel in spleten in de rotsen groeien er grassen en kruidachtige planten. Direct ten westen ervan liggen eveneens twee grote zeerotsen die in vergelijking met de eilanden minder steil zijn.

## Geologie
De bodem van de Bird Islands bestaat volledig uit massieve tot sterk gelaagde gabbro en noriet. Het gesteente is normaal gelaagd met een subofitische textuur, die op sommige plaatsen coronitisch is. Hetzelfde gesteente ligt aan het oppervlak van andere nabijgelegen eilanden voor de kust van Table Bay zoals Halfway Island, Collingham Island en Entry Island.
Het bodemgesteente maakt deel uit van een bredere formatie van laat-labradorse anorthositische en mafische intrusies met een ouderdom van 1600–1660 Ma (1,60 à 1,66 miljard jaar).

## Vogels
De kleine archipel is van zeer groot belang als broedkolonie voor de papegaaiduiker en de alk. Onderzoekers telden er in 1978 maar liefst 8.070 papegaaiduikerparen en 1.530 alkenparen, respectievelijk 2,2% en 4,1% van de volledige Noord-Amerikaanse populatie. Er bevond zich ook een grote groep van 3.100 broedende zeekoeten.
Andere broedende vogels wiens aanwezigheid de onderzoekers er toen vaststelden waren de grote mantelmeeuw (20 paren), het vaal stormvogeltje (3 paren) en de kortbekzeekoet. De zeer beperkte aanwezigheid van vale stormvogeltjes is eveneens significant daar er slechts twee andere broedlocaties van deze soort gekend zijn in heel Labrador. In totaal waren er volgens de telling van 1978 zo'n 12.770 broedparen over alle vogelsoorten heen.
Sindsdien zijn er geen tellingen meer gebeurd, al is nadien wel de aanwezigheid van een broedend slechtvalkenpaar vastgesteld, hetgeen een zeldzaamheid is in Labrador.
Het water rondom de eilanden behoort ook tot het Important Bird Area, waardoor het een totale oppervlakte van 7,15 km² beslaat.

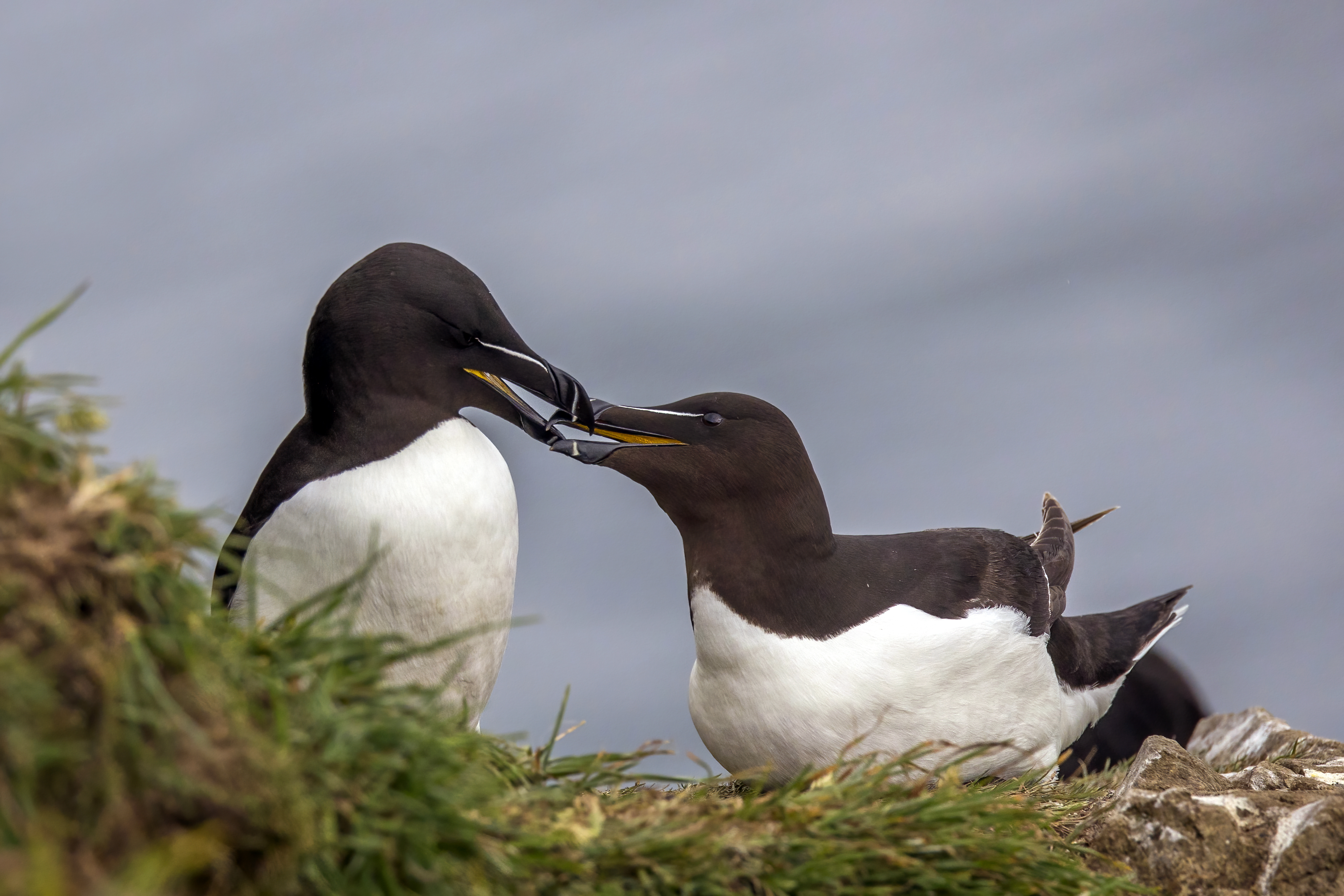
Een paar alken
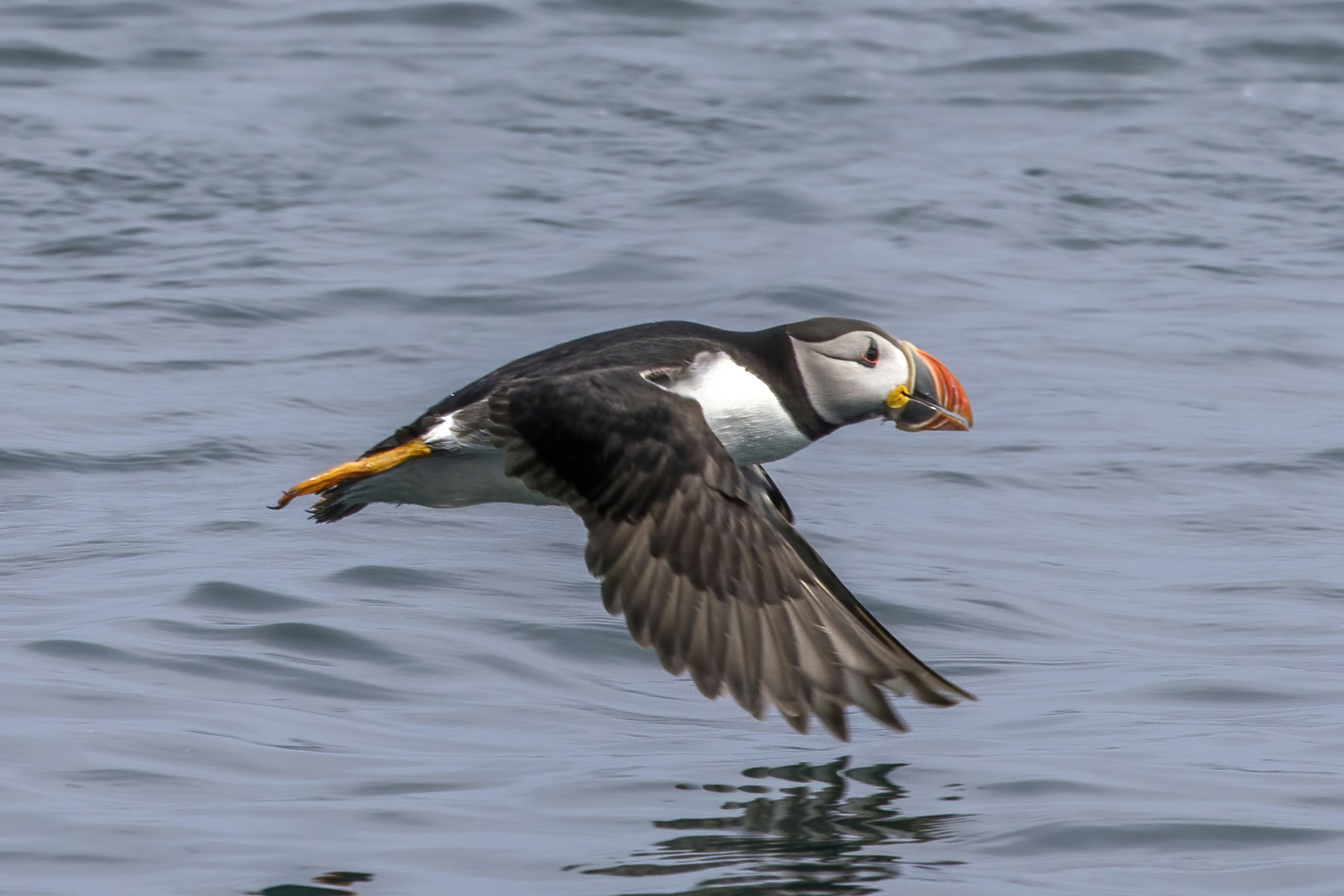
Een papegaaiduiker in volle vlucht
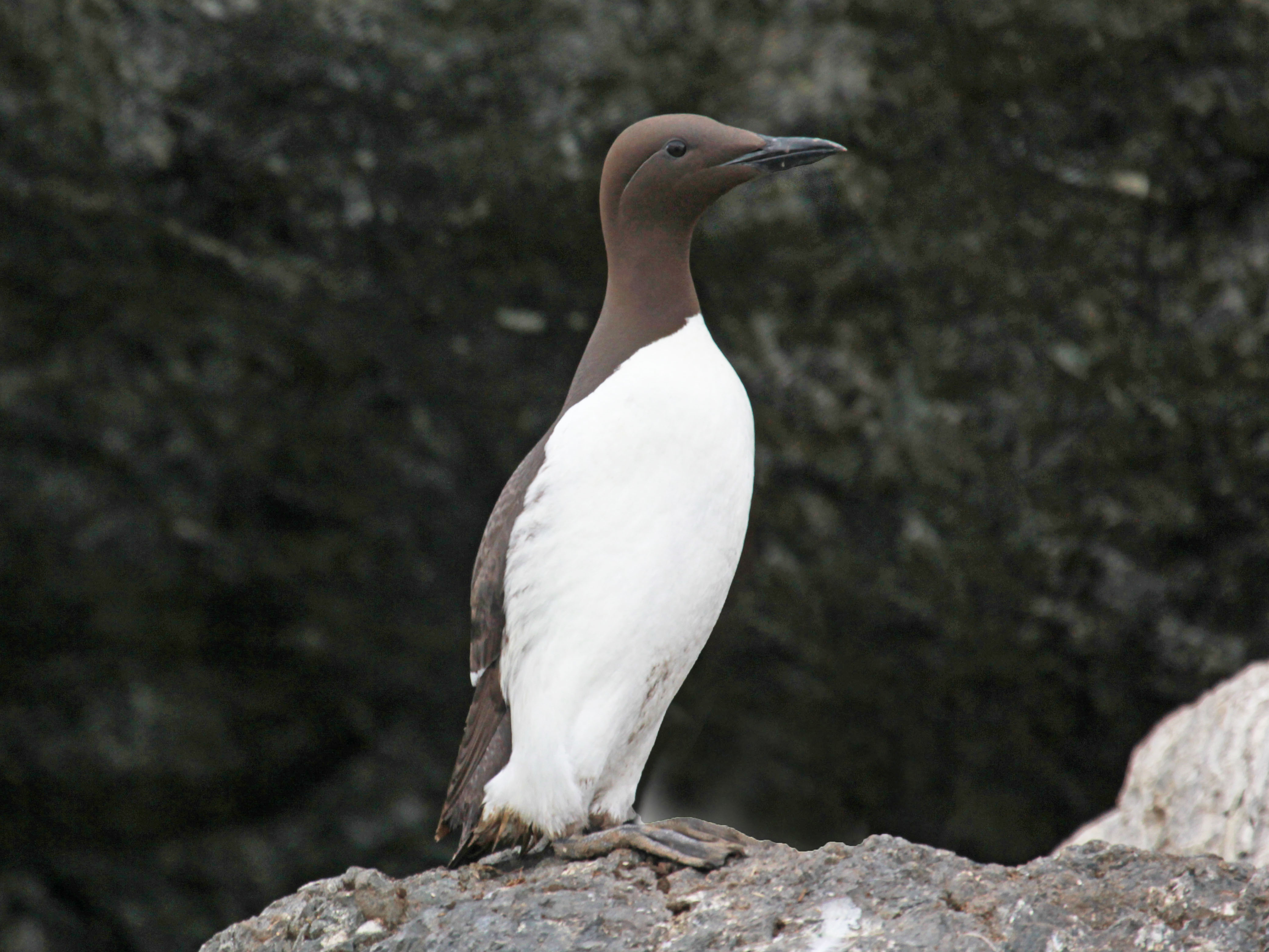
Een zeekoet in zijn verenkleed uit de broedperiode
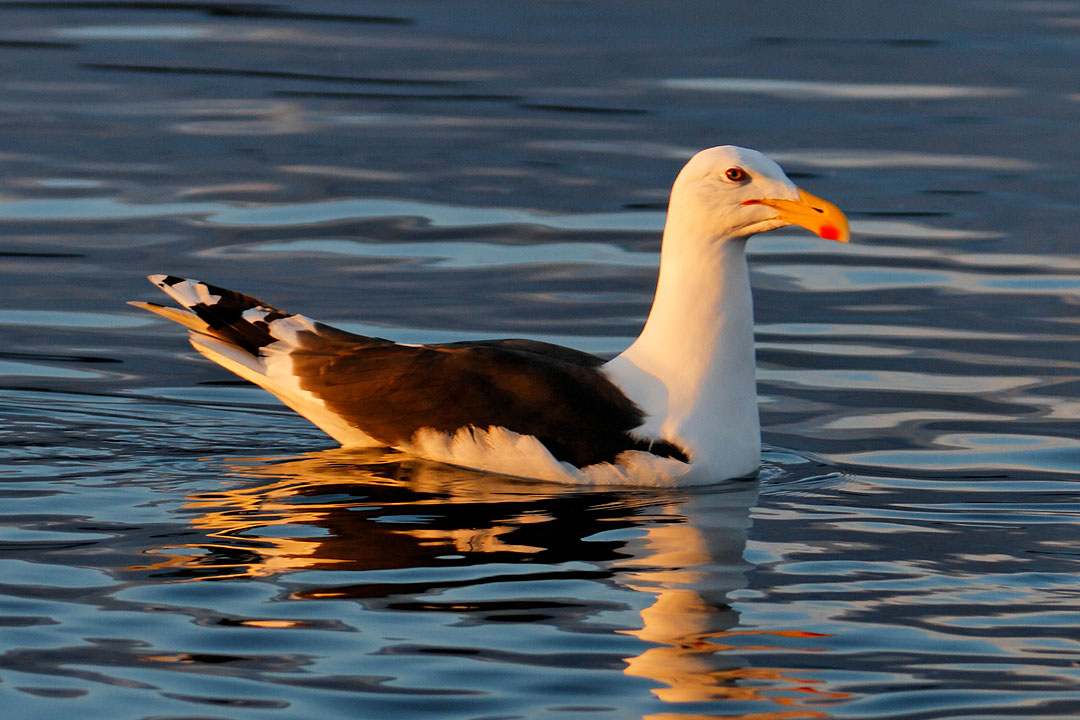
Een grote mantelmeeuw

Ten zuiden van de eilanden ligt een ander Important Bird Area, met name een groot gebied dat zowel Table Bay als enkele omliggende eilanden omvat. Anders dan de Bird Islands draait het belang daar voornamelijk om de aanwezigheid van broedende eiders.